# 穏健な多党制
穏健な多党制（おんけんなたとうせい、英語：moderate pluralism）とは、政治学の用語で、政党間のイデオロギーの差異が小さい多党制を指す。限定的多党制、緩やかな多党制とも。政治学者のジョヴァンニ・サルトーリが提唱した。

## 概要
穏健な多党制は以下の条件を満たしている状態を指す。
- 議席のある政党の数は、概ね3から5（とされていたが、それ以上の政党があっても、三つ以下のブロックにまとまっていれば、条件から外れない）。
- 政党間に体制論争がない。
- 政党間の政策距離が小さいため、連立が組みやすい。
- 双系野党の不在（政党もしくは政党群が以下のような状態におかれていることを指す）
  - 二ブロックに分かれている。
  - 三ブロックに分かれていて、そのうち二ブロックが連立する。
  - 三ブロックに分かれていて、そのうち二ブロックのうちどちらかが政権を担うが、常に政権から排除されている政党ブロックがイデオロギー的に中道に位置している。

つまり、政党間に体制論争がないということは、それはすなわち政党間の政策距離が小さいということと同義である。そのため全ての政党が政権に参加する機会があると予測されるのである。たまたま政権に参加する機会のない政党があったとしても、それが中道政党である場合には、それは体制論争や政策距離のために政権から排除されているわけではないということを意味する。通常、政権を担ってきた政党もしくは政党群だけでは、いずれも過半数に届かず、膠着状態になったとしても、第三勢力が中道政党である場合には、連立交渉が成り立つと予測されるのである。
なお、穏健な多党制に非常に似ているが、以下の条件を満たしている状態は二大政党制となる。
- 議席のある政党の数は3で、二ブロックに分かれている。
- 議席のある政党の数は3で、そのうち2党のどちらかが政権を担うが、常に政権から排除されている政党がイデオロギー的に中道に位置している（例：2010年までのイギリス）

## 事例
西ヨーロッパや北ヨーロッパの成熟した議会制民主主義国家では、この穏健な多党制にある場合が多く、比較的規模が大きい保守主義政党と社会民主主義政党が政権交代を行い、その他にその二党より規模が小さい自由主義・環境主義・共産主義・民族主義政党が存在し、必要に応じて連立政権を組むというパターンが一般的である。サルトーリは典型的な事例としてドイツ・ベネルクス三国・スカンディナヴィア三国を挙げている。
場合によってはドイツのキージンガー・メルケル両政権のように保守主義と社会民主主義の大政党が連立（大連立）を組むこともある。